# Station Denham Golf Club
Denham Golf Club is een spoorwegstation van National Rail in Higher Denham, South Bucks in Engeland. Het station is eigendom van Network Rail en wordt beheerd door Chiltern Railways. Het station is geopend in 1912. Het station is ontworpen om de Golf Club te bedienen en was oorspronkelijk bekend als Denham Golf Club Platform.